# Meridiaan van Ferro

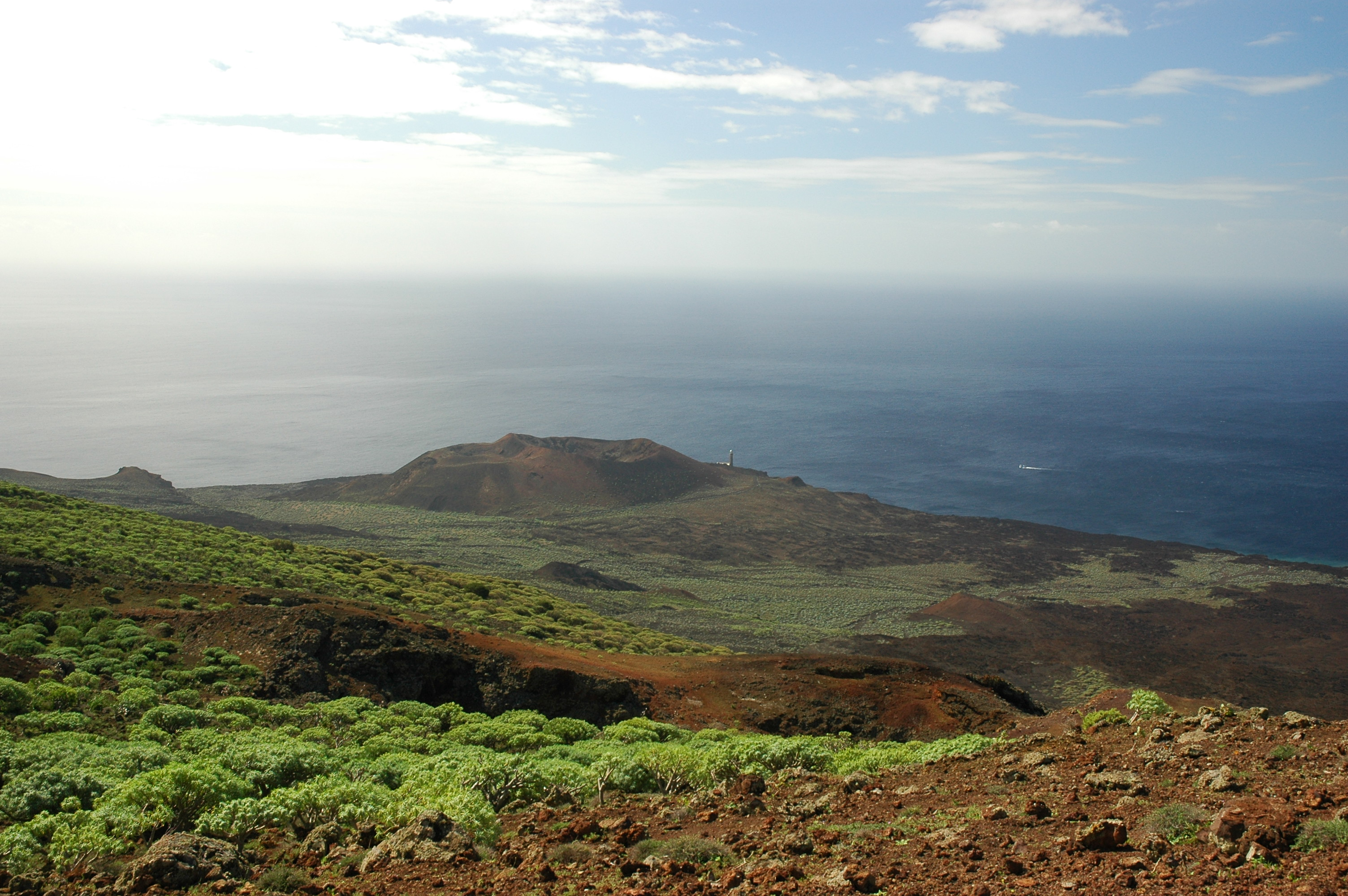
Het meest westelijke punt van het eiland Ferro.

De meridiaan van Ferro is een meridiaan die door het Canarische eiland Ferro (El Hierro in het Spaans) loopt en die door de Grieks-Romeinse geleerde Ptolemaeus als nulmeridiaan werd geïntroduceerd. Zij bevindt zich op 17° 39' 46" westerlengte (WL) ten opzichte van de thans geldende wereldstandaard, de IERS referentiemeridiaan.
Een meridiaan is een denkbeeldige lijn over het aardoppervlak, haaks op de evenaar, van pool naar pool. Rond haar omtrek, bijvoorbeeld de evenaar, is de aarde verdeeld in 360 graden, die vanaf een nulmeridiaan worden uitgemeten. Zij worden aangeduid in graden (van 0 tot 180) oosterlengte, respectievelijk westerlengte. Een graad (°) kan verdeeld worden in 60 minuten (') en een minuut in 60 seconden ("). Samen met de positie in graden ten opzichte van de evenaar (de breedte) en eventueel de hoogte kan elke plek op aarde eenduidig worden aangegeven.
Er zijn oneindig veel meridianen mogelijk, maar slechts eentje daarvan is de nullijn. De locatie van de evenaar wordt bepaald door de as van de aarde. De keuze voor een nulmeridiaan echter, is een geografisch willekeurige. In de loop der tijd zijn er, vaak om economische of politieke redenen, vele van deze nullijnen in gebruik geweest. De oorsprong van het Europese begrip ten aanzien van deze kwestie ligt in de wetenschap ten tijde van de hellenistische periode in Griekenland, maar het zou nog tot de tijd van de Grieks-Romeinse astronoom, wiskundige en geograaf Claudius Ptolemaeus (ca. 90-168) duren voordat het hanteren van een specifieke nulmeridiaan bij cartografie en navigatie algemeen gebruik was.

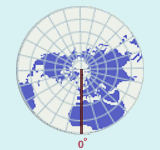
Een nullijn met nog 23 meridianen

## Totstandkoming

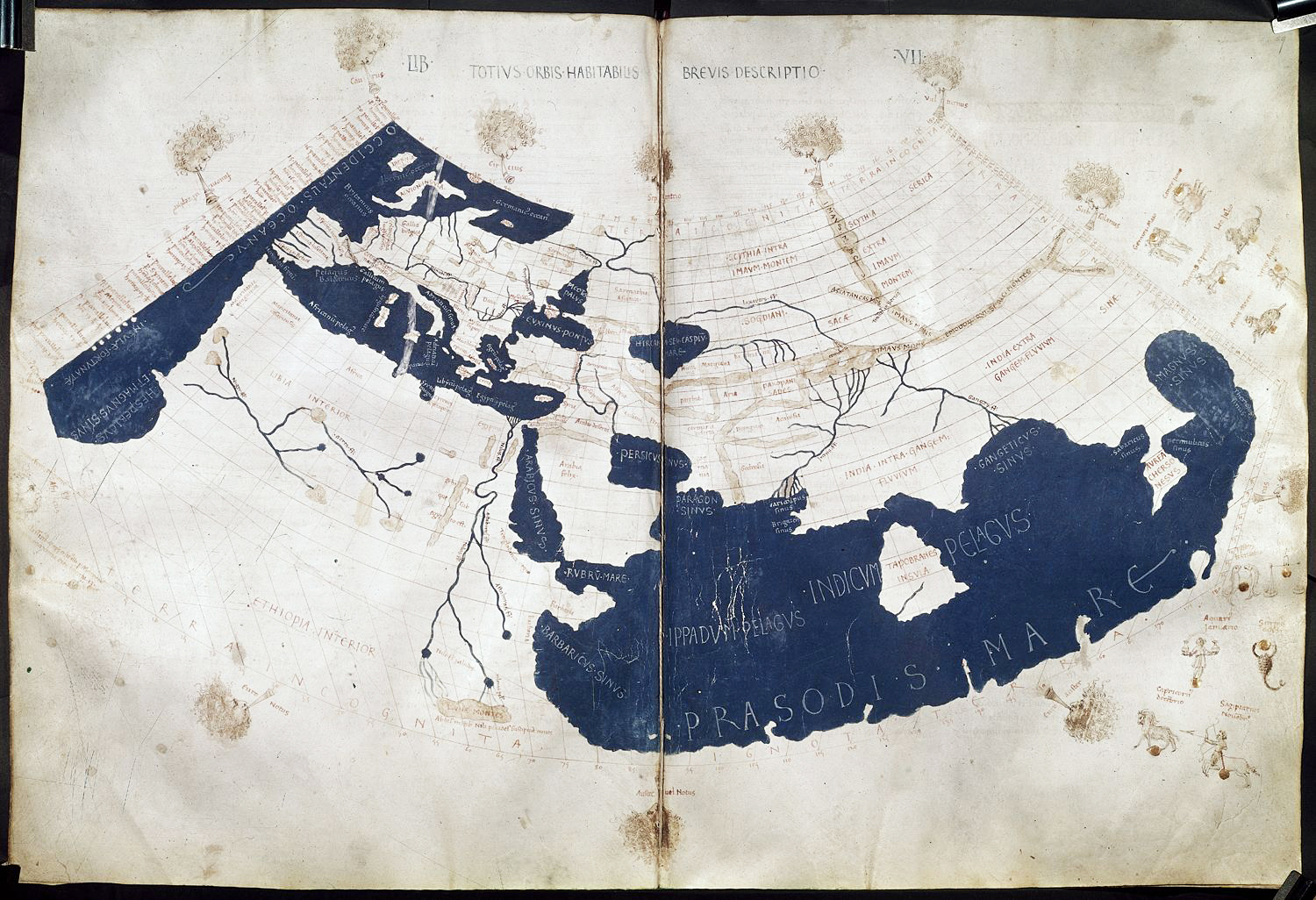
Wereldkaart van Ptolemaeus.

Het was naar alle waarschijnlijkheid Marinus van Tyrus die rond het jaar 100 als eerste de "fortunatae insulae" (gezegende eilanden) als referentiepunt hanteerde. Voor deze eilanden, die in de Griekse mythologie ook met het paradijs werden geassocieerd, hebben meerdere eilanden(groepen) kandidaat gestaan, maar thans wordt algemeen aangenomen dat hiermee de Canarische eilanden bedoeld werden. Deze eilanden liggen in het uiterste westen van de toen bekende wereld. Bij een nulpunt aan de rand gaan de andere waarden op de kaart één richting op. In een tijd waarin men nog niet met negatieve getallen werkte, heeft dat een evident voordeel. Zo'n 50 jaar later introduceerde de Grieks-Romeinse wetenschapper Claudius Ptolemaeus, onze enige bron over het werk van Marinus, de meridiaan van de gezegende eilanden in zijn atlas en verhandeling over de aardrijkskunde Geographia.
In de Europese Middeleeuwen was de geografische wetenschap niet altijd van het hoogste niveau. Een voorbeeld hiervan is de zogenaamde T-O-kaart, een kaartvorm die meer met (bij)geloof van doen had, dan met cartografie. Aan het eind van deze tijd, en vooral tijdens de Renaissance kwam onder andere het werk van Ptolemaeus opnieuw in de belangstelling. In 1477 werd zijn Geographia in Bologna voor het eerst gedrukt en er zouden er nog vele uitgaven volgen. Zij die de uitgaven bewerkten, gingen er al van uit dat Ptolemaeus met zijn nullijn de Canarische eilanden bedoelde, en door hen werd deze meridiaan dan ook geïntroduceerd, en naar het meest westelijk gelegen Ferro genoemd.

## Andere nulmeridianen

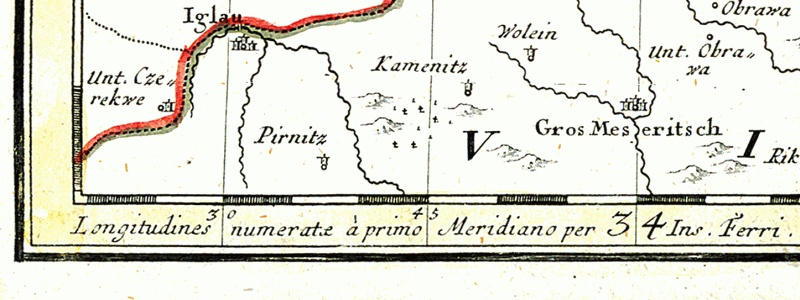
Detail van een kaart van Silezië uit 1746. Het onderschrift vermeldt: "Longitudines a Primo Meridiano per Insula Ferri."

Met de ontdekkingsreizen van de zestiende eeuw kreeg "Ferro" al snel concurrentie van andere nulmeridianen, meest door de hoofdsteden van de betrokken zeevaarders. Op een conferentie van wetenschappers in Parijs in april 1634, bijeengeroepen door de Franse kardinaal Richelieu, werd de meridiaan van Ferro in haar leidende positie bevestigd. Koning Lodewijk XIII vaardigde vervolgens een decreet uit dat onder meer cartografen en zeelieden verbood een andere nulmeridiaan dan die van Ferro te hanteren.

Het mocht niet baten: meer en meer landen en/of hun vorsten bouwden observatoria die zich onder andere bezighielden met lengtegraden en nulmeridianen. Zelfs Frankrijk ging uiteindelijk die weg, met de meridiaan van Parijs in 1667, daarna gevolgd door de Engelsen met die van Greenwich in 1685.

## Overname door de Fransen

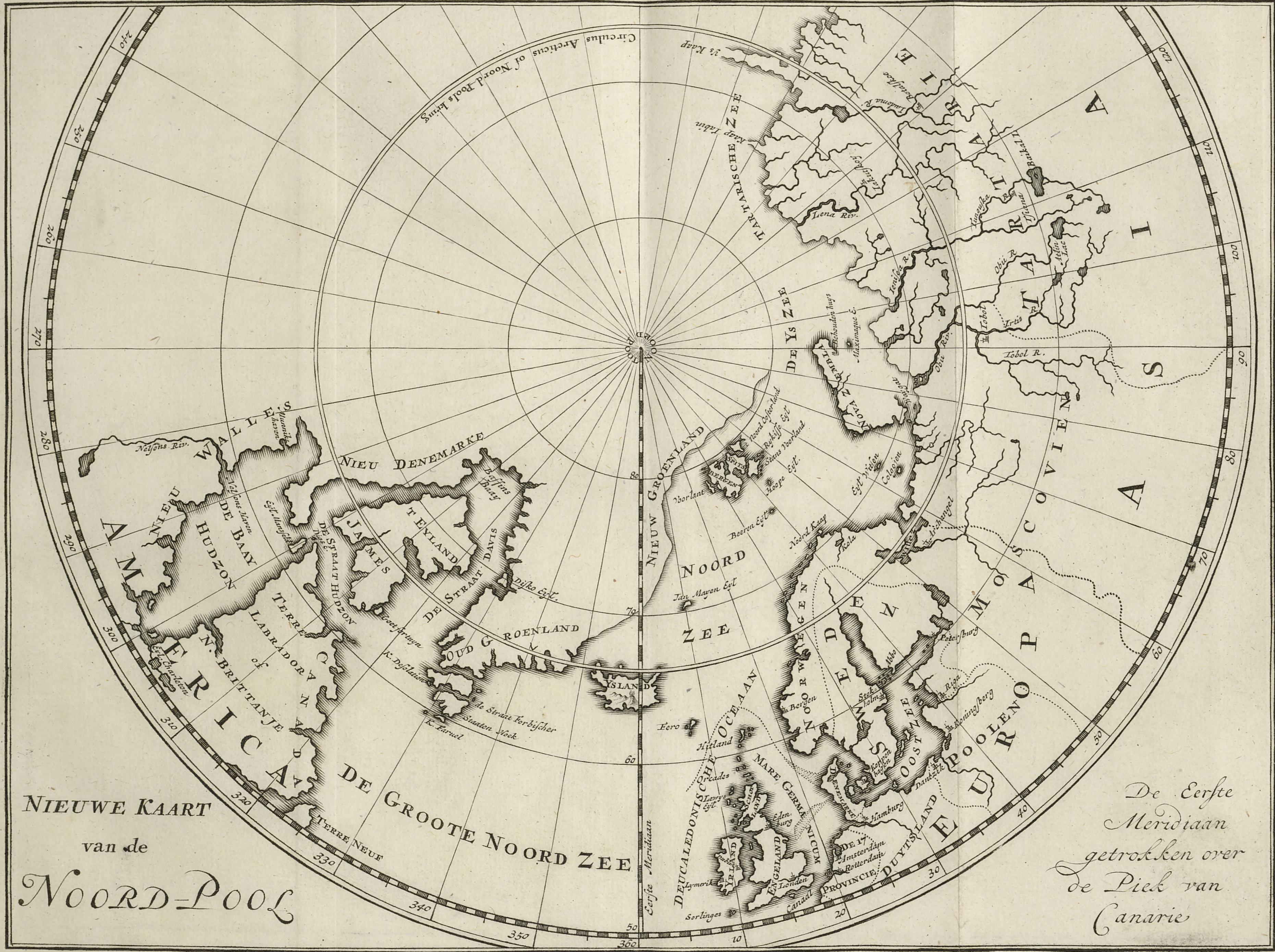
Nederlandse kaart uit 1720 met de meridiaan van Ferro als nullijn

Lange tijd is men ervan uitgegaan dat de meridiaan van Ferro op zo'n 22,5° van die van Parijs lag. Aan het observatorium van Parijs herberekende de astronoom Louis Feuillée in 1724 de onderlinge afstand op 19° 52' tot 20° 06', een zo geringe bandbreedte dat men "Ferro" al snel op precies 20° definieerde. Daarmee was deze meridiaan echter een verkapte vorm van de Franse nulmeridiaan geworden en dat beperkte haar internationale toegankelijkheid. Met de toenemende importantie van het Verenigd Koninkrijk als zeevarende natie, verdween de meridiaan van Ferro steeds meer van de zeekaarten, om vrijwel uitsluitend nog bij het maken van landkaarten gehanteerd te worden. Berekeningen in de twintigste eeuw brachten het verschil met de meridiaan van Greenwich op zo'n 17° 39' en daarmee die van Parijs op (afgerond) 20° 23'.

## Onbruik
De in de negentiende eeuw opkomende wens om tot een wereldstandaard te komen, leidde tot de Internationale Meridiaanconferentie van oktober 1884 in Washington D.C.. Op deze bijeenkomst, van 25 zeevarende naties, werd de meridiaan van Greenwich met grote meerderheid tot internationale nulmeridiaan verheven. Hierna is het gebruik van de meridiaan van Ferro steeds verder afgenomen, hoewel zij voor de met de Nederlandse rijksdriehoeksmeting vergelijkbare systemen in Duitsland tot 1923 en die in Oostenrijk tot zelfs 2010 gehanteerd werd.